# Al-Waqasi
al-Waqasi, auch Abū-l-Walid Hišam ibn Ahmad al Kinanī al-Waqqašī (* 1017 in Toledo; † 23. Juni 1096 in Dénia oder Valencia) war ein andalusisch-arabischer Grammatiker, Wissenschaftler, Historiker, Dichter und mohammedanischer Gesetzeskundiger.
Seine Zeitgenossen betrachteten ihn als einen Intellektuellen mit einem breiten und profunden Wissen. Er übte auch politische Tätigkeiten aus. Zu seinen bekanntesten Werken zählt La Elegía a Valencia (Elegie oder Klagegedicht auf Valencia), das eine Chronik dieser levantinischen Stadt zur Zeit der Belagerung durch El Cid (mit bürgerlichem Namen: Rodrigo Díaz) darstellt.
Nach der Eroberung Valencias durch El Cid am 17. Juni 1094 wurde al-Waqasi von diesem zum Kadi, zum mohammedanischen Richter, von Valencia ernannt. Al-Waqasi hatte sich zuvor dafür ausgesprochen, der christlichen Eroberung keinen Widerstand entgegenzusetzen. Als er jedoch auf das Amt des Kadis verzichtete, suchte er Schutz in Dénia, wo er im Jahr 1096 starb.
Die Forscherin Dolores Oliver Pérez hält al-Waqasi für den Autor von der Cantar de mio Cid, obwohl diese Theorie von Fachleuten wie Alberto Montaner als widerlegt gilt.